# 瑪利諾會台英辭典
瑪利諾會台英辭典（英語：The Maryknoll Taiwanese-English Dictionary; 白話字：Maryknoll Tâi Eng sû tián）是瑪利諾外方傳教會語言服務中心於1976年出版、2001年再版的台英雙語辭典，主要編者有羅伯特·羅素·斯普林格（Robert Russell Sprinkle）等人。

## 體例
書中分台灣話－英語和英語－台灣話兩個部分，其中所有台灣話詞彙皆以白話字寫成。前者依白話字字母排序，隨後列出華語解釋，最後才列出英語詞彙和解說。後者依英語字母排序，詞目後列出白話字的對應詞彙，隨後再列出華語解釋。
2013年，語言服務中心發布了一個以表格呈現的電子檔，包含55,903條記錄，其中有單字條目、俗諺和單詞用例等，總計有43,544條主詞條，2,359個用例。
根據其官方網站的說明，該字典現今已以 CC BY NC SA 3.0 的授權向大眾公開。

## 外部鏈結
- The Maryknoll Taiwanese-English Dictionary & English-Taiwanese Dictionary （页面存档备份，存于）（官方網站）